# Siddhidas Mahaju
Siddhidas Mahaju, també conegut com a Siddhidas Amatya, (Nepal Bhasa:सिद्धिदास महाजु) (15 d'octubre de 1867 - 29 de desembre de 1929) fou un poeta de l'idioma Nepal Bhasa, considerat "Gran poeta" de l'idioma, i un dels 4 Pilars del Nepal Bhasa. Va estar a l'avantguarda en l'esforç per reactivar la literatura al Nepal Bhasa que s'havia estancat com a conseqüència de la supressió oficial.

## Vida primerenca
Mahaju va néixer a Kel Tol, a Katmandú; el pare era Laxmi Narayan i la mare Harsha Laxmi. Va estudiar a casa amb diversos tutors i es va casar amb Ganga Devi a una edat primerenca.

## Carrera
Mahaju va tenir cura de la botiga de roba de la seva família quan era jove després d'un període de servei governamental el 1886. Va haver de viatjar freqüentment a Calcuta, a l'Índia per comprar estoc, i va aprofitar l'oportunitat per navegar per biblioteques i llibreries.
A Katmandú, va passar més temps component poesia que cuidant negocis, i la seva botiga de teles va patir. Com que era difícil arribar als dos, va anar a Birgunj per treballar per a un comerciant com a transitari. Mahaju va tornar a Katmandú després d'uns anys quan els negocis van anar de baixa. La seva situació econòmica va empitjorar; i el 1927 va aconseguir feina com a ajudant en una botiga de medicaments.
Angoixat per una vida familiar infeliç i una mala salut, Mahaju va anar a viure amb la seva germana durant els seus darrers dies. Va morir a Pashupati.

## Obres

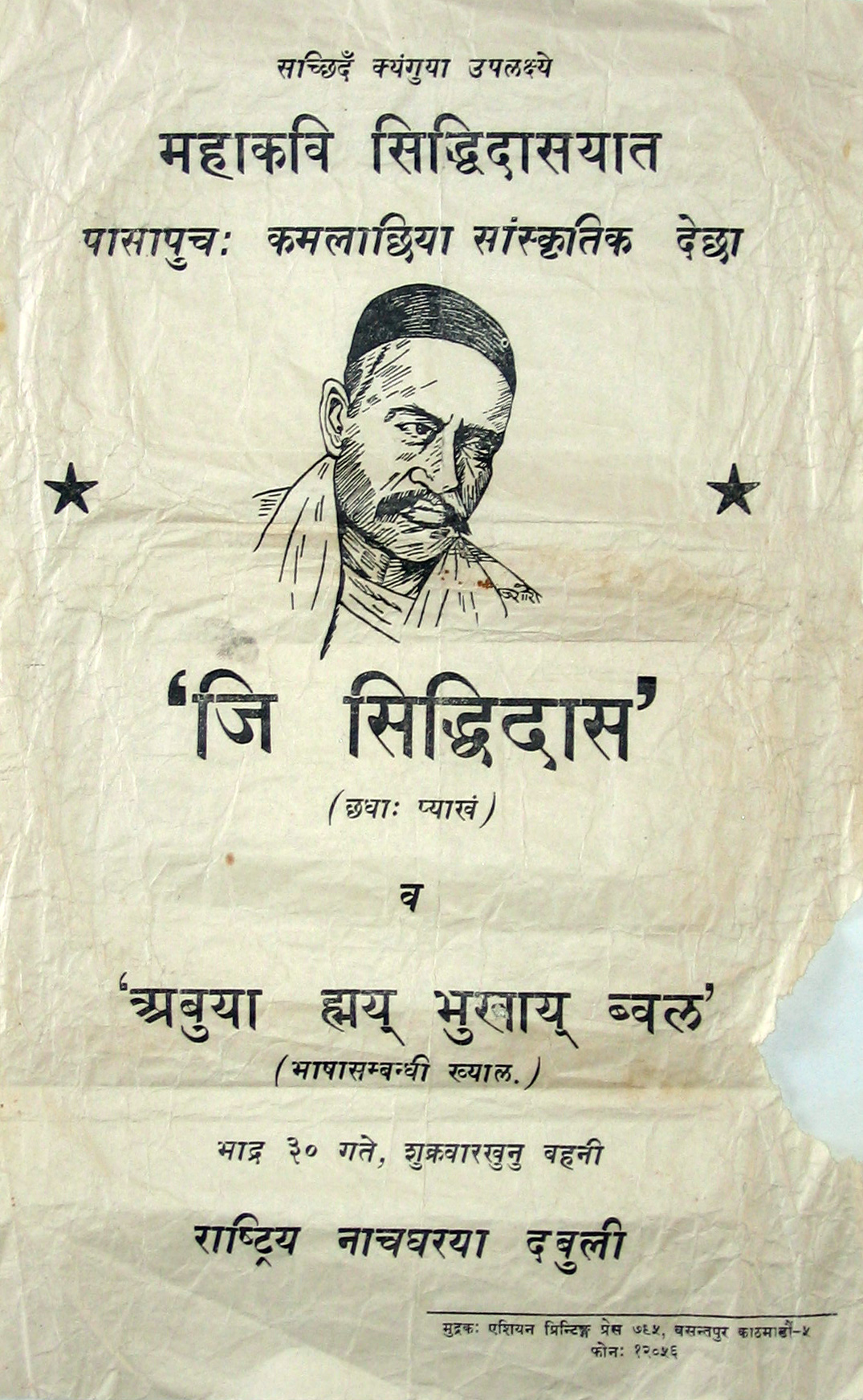
Pamphlet advertising drama performance about Siddhidas Mahaju to celebrate his birth centenary in 1967.

Mahaju va escriure més de 44 llibres de poesia, epopeies, contes i assajos. Sajjan Hridayabharan, un llibre de poemes sobre la moral, va ser l'únic publicat durant la seva vida. Es va publicar des de Bettiah, Índia, el 1920. Mahaju va compondre Siddhi Ramayana, una traducció de l'èpica Ramayana al Nepal Bhasa, el 1913. Va ser publicada per Thaunkanhe Prakashan el 2010.
Altres obres notables inclouen  Satyasati  (una epopeia sobre l'educació femenina i considerada la seva millor obra, escrita el 1913) i Siddhi Vyakaran (una gramàtica del Nepal Bhasa, escrita el 1927).
Aquesta és la llista la seva obres:

### Poesia
- Siddhiramayan (सिद्धि रामायण)
- Satyasati (सत्यसति)
- Shivapinas (शिवपिनास)
- Shukarambha Sambad (शुकरम्भा संवाद)
- Sanatan dharma (सनातन धर्म)
- Saptastuti (सप्तस्तुति)
- Sanchaya (सञ्चय)

### Prosa
- Atmakatha -Siddhidas thagu mikhay (आत्मकथा - सिद्धिदास थःगु मिखाय्‌) Autobiografia
- Shivabilas (शिवविलास)
- Sarvabandhu (सर्वबन्धु)

### Altres
- Sukshma chanda (सूक्ष्म छन्द)
- Saral chanda bodh (सरल छन्द बोध)
- Satyamadan (सत्यमदन)
- Samachar (समाचार)
- Swadeshbastra (स्वदेशवस्त्र)
- Siddhibyakaran (सिद्धिव्याकरण)
- Bijuli (विजुली)
- Muhurt chintamani (मुहूर्त चिन्तामणि)